# Albert Veliký
Svatý Albert Veliký (Albertus Magnus, Albert z Böllstadtu) (1193 nebo 1206/1207 Lauingen – 15. listopadu 1280 Kolín nad Rýnem) byl jedním z nejvýznamnějších středověkých učenců, a nejvýznamnějším německým představitelem vrcholné scholastiky, zabýval se studiem filozofie, teologie i přírodních věd. Pro svoji všestrannost byl nazýván „doctor universalis“. Patří mezi učitele církve a je patronem vědců a studentů přírodních věd.

## Původ a studia
Albert pocházel z rodiny švábského rytíře, byl však omylem považován za syna hraběte z Böllstadtu. Vystudoval právní fakultu na univerzitě v Padově, kde také vstoupil do řádu bratří kazatelů. Je patronem vědců.

## Kariéra
Po studiích v Itálii začal Albert přednášet na řádové teologické škole v Kolíně nad Rýnem, kde byl velmi oblíbeným učitelem. Jeho žákem se stal druhý slavný dominikánský učenec Tomáš Akvinský. Po určité době působení v Německu, se odebral na pařížskou Sorbonnu, aby se tu zabýval studiem Aristotelova díla. V letech 1254–1257 působil jako provinciál řádu v Německu. Tehdy musel hájit názory dominikánů v papežské kurii, kde vedl polemiku s averroismem zastávaným učenci ze Sorbonny.
Roku 1260 byl jmenován biskupem ve významném říšském městě Řezně, ale již 1262 požádal o uvolnění z funkce, a dále se věnoval do konce svého života výlučně výuce a vědecké činnosti.

## Dílo
Albert Veliký po sobě zanechal rozsáhlé dílo (jeho sebrané dílo tvoří 21 obsáhlých svazků), zasahující mnoho oblastí lidského vědění, proto se mu dostalo přízviska doctor universalis. Kromě toho, že komentoval bibli, shromáždil a zpracoval ohromné množství materiálu z oboru filozofie, metafyziky, logiky, etiky, právní vědy a řady přírodovědných oborů (prováděl empirické výzkumy), který se mu však nepodařilo spořádat podle jednotného systému. V jeho práci pokračoval Tomáš Akvinský a dovršil ji.
Napsal několikasvazkové dílo zabývající se zoologii (De animalibus) a sedmisvazkové dílo zabývající se botanikou (De vegetalibus).
Albert Veliký využil pro křesťanskou teologii Aristotelova díla, které chtěl zbavit nánosu islámské interpretace arabských filosofů. Aristotelovy práce nejen vykládal a komentoval, ale také samostatně doplňoval vlastními myšlenkami. Aristotelismus pokládal za slučitelný s novoplatónismem.
Má se za to, že kolem roku 1250 poprvé izoloval arsen.
Blahořečen byl roku 1662 a svatořečen v roce 1931, kdy byl také papežem Piem XI. prohlášen za učitele církve. Jeho svátek se slaví 15. listopadu.

## Mystická nauka

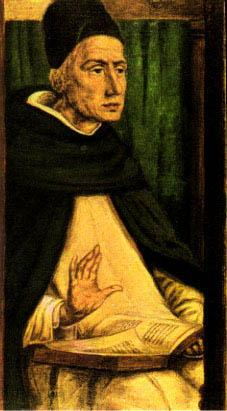
Malba Joose van Genta, 1475

„Dokonalosti, která se žádá ode všech, dosahuje člověk osobně tím, že věrně zachovává Boží a církevní přikázání, především zákon lásky.“ Albert Veliký se drží teologické nauky své doby, a tak se mu zdá přirozené, že některé kategorie osob (biskupové, řeholníci, kněží) jsou povoláni ke svatosti zvláštním způsobem a dodává, že každý životní stav v církvi si žádá řadu zvláštních milostí, jež křesťanům pomáhá naplňovat jejich poslání tak, aby dosáhli odpovídající dokonalosti (In III Sent, d.29 a.8). Hlavním nástrojem pro směřování k dokonalosti je úsilí plnit Boží vůli. Každý křesťan má na Boží vůli odpovídat svobodně, soustavně a zároveň diferencovaně. Rozlišuje tři druhy souladu s Boží vůlí - soulad nedokonalý, dostatečný a dokonalý. Konkrétní témata jeho díla jsou dvě : Modlitba slz a Dary rozumu a moudrosti.